# Jean-Pierre Pincemin
 (juin 2021).
Jean-Pierre Edmond Charles Pincemin, né le 7 avril 1944 dans le 14e arrondissement de Paris et mort le 16 mai 2005 à Arcueil (Val-de-Marne), est un peintre, graveur et sculpteur français.

## Biographie
Sa formation initiale l’amène à travailler comme tourneur dans l’industrie mécanique de précision. Jean-Pierre Pincemin découvre la peinture par ses visites fréquentes au musée du Louvre à Paris et décide de devenir critique d'art au milieu des années 1960.
Le galeriste Jean Fournier, qui avait une maison près de celle de ses parents, l'encourage à faire de la peinture. Pincemin réalise alors ses premières sculptures et peintures. Entre 1962 et 1966, il multiplie les recherches, de l'abstraction lyrique à l'action painting.
En 1969, il organise avec Marcel Alocco et Claude Viallat une exposition « La peinture en question » à l’École spéciale d'architecture à Paris. Outre Marcel Alocco et Pincemin, Daniel Dezeuze, Noël Dolla, Bernard Pagès, Patrick Saytour et Claude Viallat participent à cette exposition, première expression du mouvement Supports/Surfaces dont Pincemin rejoint le groupe formel en 1971.

## Œuvre
Jean-Pierre Pincemin expérimente l'utilisation de matériaux les plus divers : planches, tôles, grillages carrés de toile trempés dans la peinture (série des « Palissades » et des « Portails »).
En 1986, par différentes influences, il modifiera sa manière de peindre et sa conception de l’espace. Il réalise alors des sculptures polychromes à l'aide de morceaux de bois.
En 1994, dans le cadre d'une commande publique, il a réalisé pour la Chalcographie du Louvre deux gravures à l'aquatinte intitulées La Jeune Fille et la Mort, planche C et La Jeune Fille et la Mort, planche F.
En 1995, à Liège, il figure la création du monde sur un plafond de 200 m2 à l'hospice du Balloir, en respectant à la lettre le récit biblique.
On lui doit également le plafond du théâtre de Villeneuve-sur-Yonne.
La plupart de ses œuvres ne sont pas titrées.

## Collections publiques
- Musée d'art de Toulon : deux œuvres.
- Musée des beaux-arts de Tourcoing : une sculpture.
- Musée d'art moderne de la ville de Paris : deux œuvres, La Dérive des continents, 1994[4].
- Fonds municipal d'art contemporain de la Ville de Paris, acquis en 1990
- Ensemble des Fonds régional d'art contemporain : 16 œuvres[5].

## Principales expositions
- 1968 : Drugstore, Orsay, septembre.
- 1971 : « Draps », Maison de la Culture, Orléans, avril. « Draps », Foyer des jeunes travailleurs, Montargis.
- 1972 : « André-Pierre Arnal, Jean-Pierre Pincemin, Galerie Rencontres », Paris. « André-Pierre Arnal, Jean-Pierre Pincemin », Galerie Jacques Schmitt, Paris.
- 1974 : « Peintures », Galerie Rencontres, Paris. « Peintures », Galerie Malabar et Cunégonde, Nice. «74 - Peintures », Galerie AARP, Paris.
- 1975 : « Rétrospective », Musée municipal, Saint-Paul (Alpes-Maritimes). « Peintures », Espace 5, Montréal, Canada.
- 1976 : « Peintures sur les "Garai" de Louis Dalla Fior », Galerie Maillard, Saint-Paul-de-Vence. « Peintures - petits formats récents », Galerie Stevenson et Palluel, Paris. « J.-P. Pincemin, Peintures avril-juillet 76 », ARC2/ musée d'Art moderne de la Ville de Paris, Paris. « Peintures », Galerie Bonnier, Genève, Suisse.
- 1977 : « "Canto IV", poème de Louis Dalla Fior illustré de peintures originales sur papier par J.-P. Pincemin, Peintures sur papier », Galerie Beaubourg 2, Paris. « J.-P. Pincemin, Peintures », Galerie Stevenson et Palluel, Paris. « Peintures 77 », Galerie del Milione, Milan, Italie.
- 1978 : « Jean-Pierre Pincemin, Œuvres récentes », Galerie Beaubourg, Paris. « Peintures récentes », Galerie Bonnier, Genève, Suisse. École régionale des beaux-arts, Valence.
- 1979 : « Peintures », Galerie Numaga 2, Auvernier, Suisse. « Peintures », Galerie Birch, Copenhague, Danemark. « Peintures récentes, Jean-Pierre Pincemin », Galerie de France, Paris.
- 1980 : « Peintures récentes », Galerie Aime Roger, Nice. Galerie Lampar, Zurich, Suisse. Galerie Nieuwe Weg, Doorn, Pays-Bas.
- 1981 : « Peintures », Galerie Bonnier, Genève, Suisse. Musée Sainte-Croix, Poitiers. « Peintures récentes », Galerie de France, FIAC, Paris. « Peintures », Galerie Kamakura, Tokyo, Japon. « Peintures », Galerie Françoise Palluel, Paris. « Peintures », Galerie Storrer, Zurich, Suisse. « Paris-Kobenhavn », Galerie Birch, Copenhague.
- 1982 : « Peintures », Charles Cotyles Gallery, New York. « Peintures 1982, "Plus d'opposition, plus d'éclat" », Galerie de France, Paris. Galerie Aronowitsch, Stockholm. Carol Taylor Art, Dallas. Richard Hines Gallery, Seattle. Hansen Fuller Goldeen Gallery, San Francisco.
- 1983 : « Jean-Pierre Pincemin, Christoph &Unger», Galerie Academia, Salzbourg, Autriche, décembre-janvier. Institut culturel français, Vienne.
- 1984 : «Le jour après », Galerie de France, Paris. « Le Jour après », Maison de la Culture, La Rochelle. Musée d'Art moderne, Liège. « Peintures », Galerie Storrer, Zurich.
- 1985 : « À bruit secret », École régionale des beaux-arts, Dunkerque. « Les Peintures de 1985 et les mobiliers », Galerie Numaga Auvernier, Suisse. « Jean-Pierre Pincemin, Recents Paintings », Denise Cadé Gallery, New York. « Peintures récentes », Galerie Bonnier, Genève. « Peintures », Galerie Storrer, Zurich.
- 1986 : Galerie Jacques Girard, Toulouse. « Jean-Pierre Pincemin, 1980-I986 peintures», Centre culturel et artistique Jean Lurçat, Aubusson. « 1980-1986, gravures », DRAC Limousin, Limoges. « Peintures », Musée Goya, Castres. « Monique Tello et Jean-Pierre Pincemin sont dans un tableau », Le Confort Moderne, Poitiers. « Jean-Pierre Pincemin 68-86 », Centre d'art contemporain, Orléans.
- 1987 : « Peintures », Galerie Yamaguchi, Osaka. « Jean-Pierre Pincemin, Gravures et présentation du livre L'Année de l'Inde, gravures et dessins », Stéphane Schein et les Pasnic, Galerie Beau Lézard, Paris. « L’Année de l'Inde, mai-novembre 1986 », Galerie de France, Paris. « Peintures »7 Galerie Storrer, Zurich, Suisse. « Recents Paintings », Denise Cadé Gallery, New York. Galerie Jacques Girard, Toulouse.
- 1988 : « Œuvres de 1967-1977 », Galerie Jacques Barbier-Caroline Beltz, FIAC, Grand Palais, Paris.
- 1989 : « Dessins, gravures, livres », Galerie Lucette Herzog, Paris. « Gravures sur bois 1989 », Éd. Pasnic, SAGA 89, Paris. « Sculptures et peintures récentes », Galerie Montenay, Paris. « Sculptures et peintures récentes », Auditorium de la chapelle de la Tour d'Auvergne, Centre d'art, Quimper. « Jean-Pierre Pincemin », École régionale des beaux-arts, Angers. « Jean-Pierre Pincemin, Gravures, dessins et peintures », Galerie La Navire, Brest. « Peintures », Galerie Yamaguchi, Osaka. Gravures », École municipale d'arts plastiques, Châtellerault. « Œuvres de 1980 à 1988 », Galerie Abélard, Sens.
- 1990 : « Peter Briggs, Jean-Pierre Pincemin », Galerie Oniris, Rennes. Institut français, Tel Aviv. Musée d'Art israélien, Beerscheva. Musée de l'Université, Haïfa, Israël. « Peintures », Denise Cadé Gallery, New York. « Jean-Pierre Pincemin, œuvres de 1967 à 1990 », Galerie Jacques Barbier-Caroline Beltz, Paris. « Goya Les Caprices / Jean-Pierre Pincemin, Peintures récentes », Hôtel Sully et École municipale d'arts plastiques, Châtellerault. Galerie Storrer, Zurich. Galerie Éric Dupont, XVe Biennale internationale des antiquaires, Grand Palais, Paris. « Gravures », Espace Jules Verne, Brétigny-sur-Orge. « Œuvres de 1974 à 1980 », Galerie Jacques Bailly, Paris, « Landscape», Galerie Jacques Bailly, FIAC, Paris. « Peintures et sculptures », Galerie Montenay, FIAC, Paris. « L'Année de l'Inde », chapelle des Visitandines, Amiens.
- 1991 : Galerie Barbier-Beltz, Paris, Formats intimes.
- 1992 : Galerie Barbier-Beltz, FIAC 92, Sculptures récentes.
- 1999 : Fondation Coprim, Paris.
- 1999 : Galerie Abélard, Sens.
- 2001 : Musée d'art Roger-Quilliot, Clermont-Ferrand.
- 2002 : Le Prieuré, Airaines.
- 2007 : Carré Saint Vincent, Orléans.
- 2008 : Musée de l'hospice Saint-Roch, Issoudun.
- 2008 : Château de Tanlay.
- 2010 : La Piscine, Roubaix. Musée des beaux-arts d'Angers. Musée d'art moderne de Céret.
- 2011 : Galerie Jean-Jacques Dutko, Paris.
- 2012 : Galerie Jacques Elbaz.
- 2013 : Galerie Herzog.
- 2015 : Galerie Art89.
- 2016 : Orangerie des Musées de Sens.
- 2017 : Galerie Univer/Colette Colla, Paris[6].
- 2019 : Musée Stéphane-Mallarmé[7], Vulaines-sur-Seine.
- 2022 : « Jean-Pierre Pincemin. Sculpture – Peinture », Orangerie des Musées de Sens[8]

### Catalogues
- Mallarmé invite … Pincemin. Les variations de Jean Pierre. Musée Mallarmé, 2019, np
- Jean Pierre Pincemin. Gravures et sérigraphies. Orangerie des Musées de Sens, 2016, 72 p
- Jean Pierre Pincemin. Galerie Jacques Elbaz, 2011, 2 livrets
- Jean Pierre Pincemin. Galerie Dutko. Editions Gourcuff Gradenigo, 2011, 88 p
- Jean Pierre Pincemin. On emménage au château. Le musée éphémère 2010-2012. Château de la Roche-Guyon, 2010, np
- Pincemin. Roubaix La Piscine, 2010, np
- Christian Bonnefoi, Adrienne Farb, Monique Frydman, Jean Pierre Pincemin. Galerie Jacques Elbaz, 2010, np
- Hommage à Jean Pierre Pincemin. Sculpture / peintures / gravures réhaussées. Issoudun ; Musée de l’Hospice Saint Roch, 2008, 67 p
- Jean Pierre Pincemin. Château de Tanlay 2 juin – 26 septembre 2008. Centre d’Art de l’Yonne, 2008, 73 p
- Jean Pierre Pincemin. JPP for ever. 6 octobre – 24 novembre 2007. Carré Saint Vincent / Scène nationale d’Orléans, 2007, np
- Gestes, signes, traces, espaces. Figures de la peinture moderne dans les collections publiques normandes. 17 février – 30 avril 2007. Le Havre Musée Malraux, Musée Evreux, Musée des Beaux Arts de Caen. FRAC Haute-Normandie, 2007, np
- Jean Pierre Pincemin. Malerei. Kassel, 2004, 53 p
- Jean Pierre Pincemin. Peintures – Gravures – Œuvres de 1986 à 2002. Centre d’Arts Plastiques Royan 18 juillet – 19 octobre 2003, 2003, 50 p
- Jean Pierre Pincemin. Peintures – Gravures – Œuvres de 1986 à 2002. Centre d’Arts Plastiques de Royan, 2003, 50 p
- Au vif de la peinture. Jean Pierre Pincemin – Gérard Titus-Carmel, Vincent Bioules, Jean le Gac. Artaud Evelyne, Bioules Vincent, Dagen Philippe et al. Art Agence, 2003, 225 p. Réunit les catalogues des expositions personnelles de chacun des artistes à l’espace écureuil (Toulouse, Clermont Ferrand, La seine sur Mer)
- Jean Pierre Pincemin. 19 septembre – 18 novembre 20001. Galerie Suzanne Tarasieve, 2001, np
- Pincemin. Foreign office. Musée d’Art Roger Quillot de Clermont Ferrand, 2001, 48 p
- Helmut Middendorf, Jean Pierre Pincemin. Œuvres choisies. Novembre 1999 - janvier 2000. Suzanne Tarasieve, 1999, np
- Jean Pierre Pincemin. Les années Sénonnaises de Jean Pierre Pincemin au moulin du Roy à Sens 1989 - 1999. Galerie Abélard, 1999, np
- Bonnefoi – Pincemin – Rouan. Juin – juillet 1998. Galerie Jacques Elbaz, 1998, np
- Jean Pierre Pincemin. Gravures 1971 - 1997. Musée de la Cohue (Vannes). Somogy Editions d’art, 1998, 206 p/ 1 exCatalogue raisonné de l’œuvre gravée établie par Pascale Chauvineau
- « Les bonjours de la Bonnotte » Vente aux enchères 1998. Pierre Cornette de Saint Cyr, 1998, np
- Poliakoff – Pincemin 22 avril 14 juin 1997. Galerie Jacques Elbaz, 1997, np
- Confrontations. Nicolas Alquin, Dominique Bailly, Michel Bérard, Jean Pierre Pincemin et al. Abbaye de Saint Jean des Vignes, Musée Abbaye de Saint Léger, Soissons, 1997, np
- Jean Pierre Pincemin. Sculptures 1976 – 1994- 21 octobre 2 décembre 1994. Carré Saint Vincent Orléans, 1994, 31 p
- Jean Pierre Pincemin. Dérive des continents. La nonchalance intransigeante de Jean Pierre Pincemin. Huitorel Jean Marc. Bibliothèque municipale de Brest, Centre d’art de Douarnenez, Galerie La Navire de Brest, 1994, 35 p
- Jean Pierre Pincemin. Musée Sainte Croix de Poitiers, 1993, 36 p
- Jazz. Peintures, sculptures, gravures. Jean Pierre Pincemin. Verrière des Cordeliers, 1992
- Jean Pierre Pincemin. Figure comme représentation. Dalla Fior Louis, Mason Rainer Michaël. Centre culturel de l’Yonne, 1992, np
- Jean Pierre Pincemin. Gravures. Information Arts plastiques Ile de France, 1991, np
- Jean Pierre Pincemin – Peintures – 18 octobre 30 novembre 1990. Galerie Jacques Bailly, 1990, 45 p
- L’année de l’Inde. Centre régional d’Art Contemporain de Labège, 1990, np
- Jean Pierre Pincemin. Osaka Gallery Yamaguchi, 1989, np
- L’art dans les chapelles. Association l’Art dans les chapelles, 1988, 40 p/ 1 ex
- Bram Van Velde – Simon Hantaï  - Judith Reigl – Antoni Tapiès – Jean Pierre Pincemin – Patrick Caillière. Musée sainte Croix Poitiers, 1981

### Filmographie
- William Mimouni, Jean-Pierre Pincemin, un peintre au bout de la ville, documentaire, 16 mm, 19 min, 1993.
- Claude Mossessian. Jean Pierre Pincemin. Ateliers Authon La Plaine et Moulin du Roi à Sens. Entretien réalisé par Gilles Tissot, été 1991, 15 min 18 s. Version restaurée à l'occasion de la rétrospective Jean-Pierre Pincemin au musée d'art moderne de Céret du 26 juin au 10 octobre 2010